# Stellarium
Stellarium este o aplicație software gratuită, disponibilă pentru Linux, Windows și Mac OS X a cărui scop este reprezentarea corpurilor cerești în interiorul unui planetarium virtual. Cu Stellarium, este posibil să fie observate corpuri cerești ce nu pot fi observate cu ochiul liber, binocluri sau telescoape de dimensiuni mici.

## Capturi de ecran

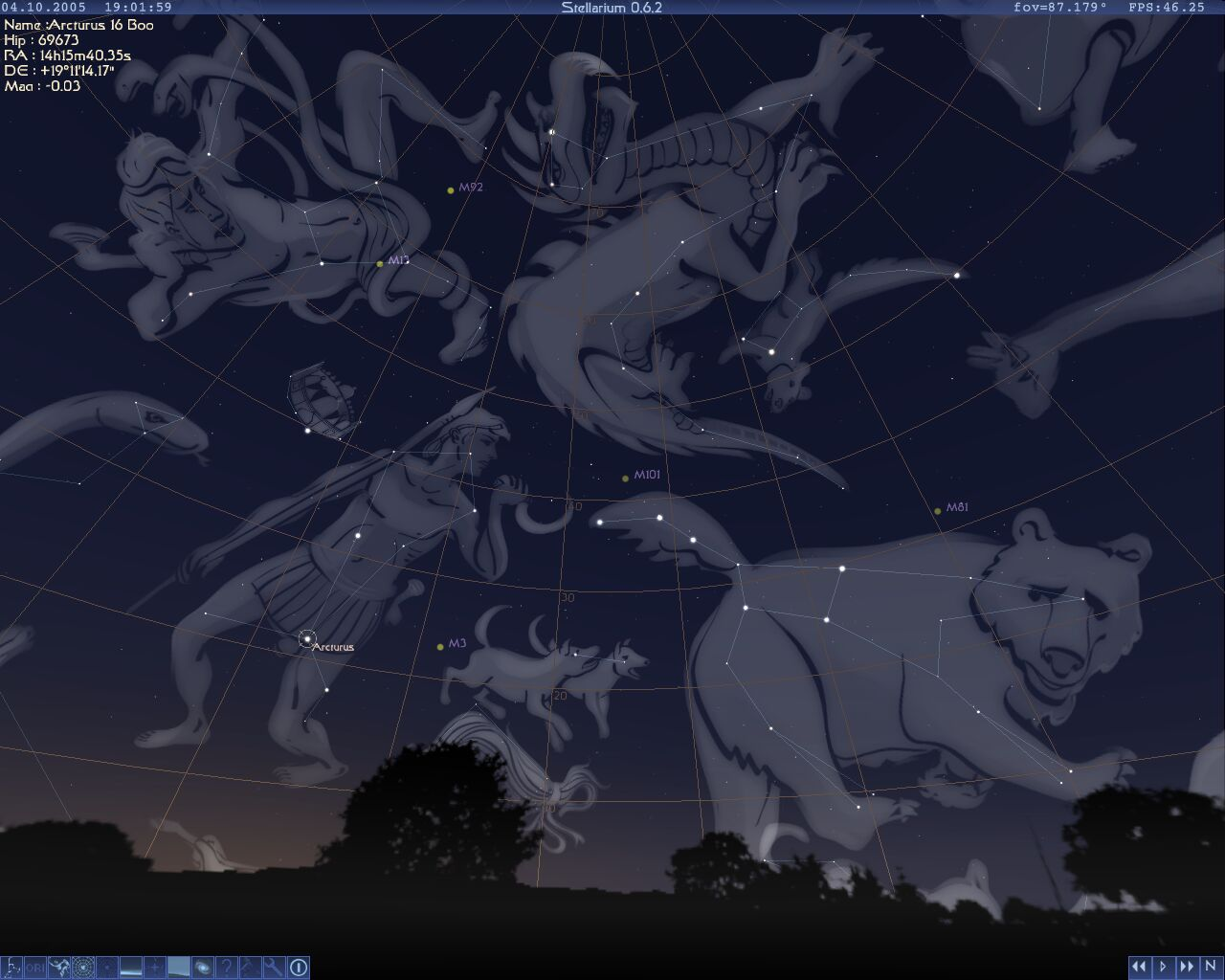
Captură de ecran din versiunea 0.6.2
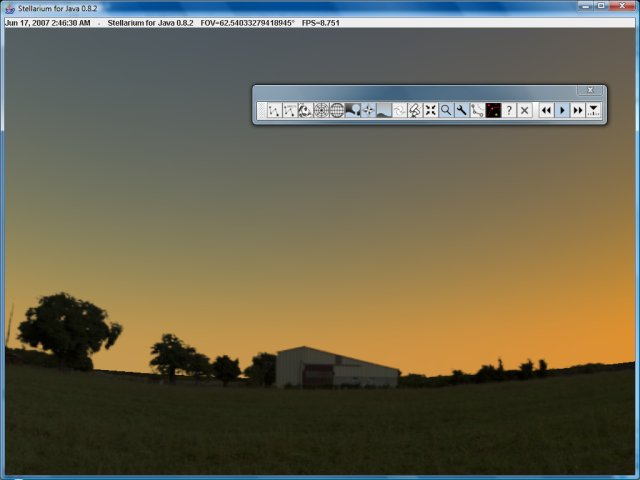
Stellarium pentru Java, versiunea 0.8.2
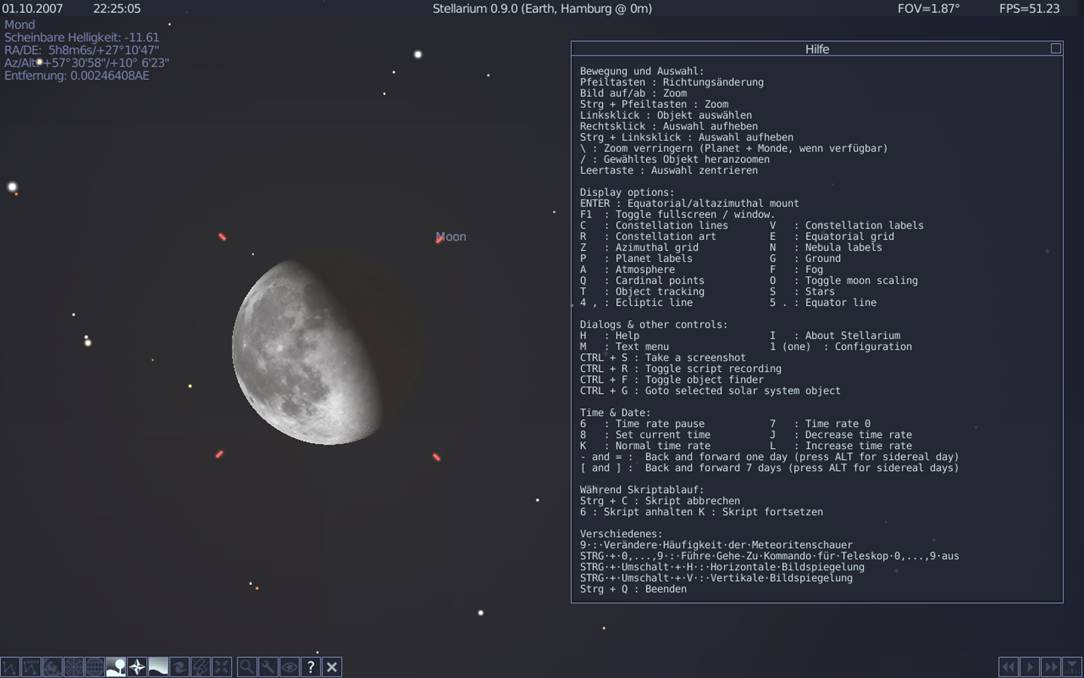
Versiunea 0.8.0, interfaţa în limba germană
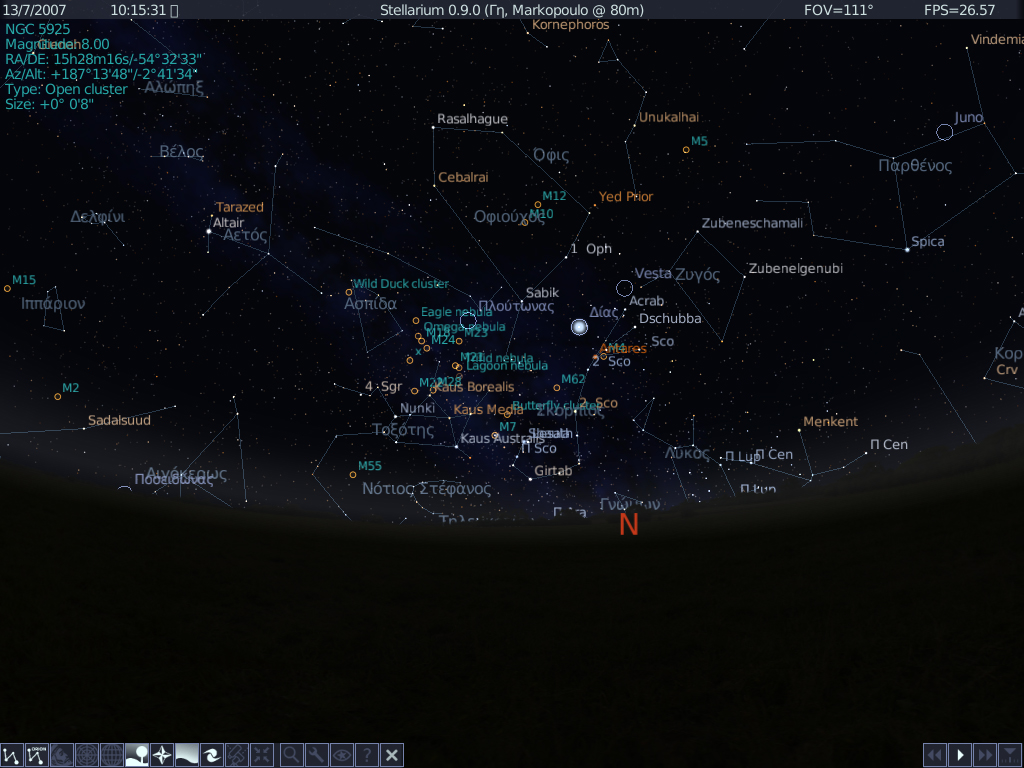
Versiunea 0.9.0, interfaţa în limba greaca